# Task Force 17

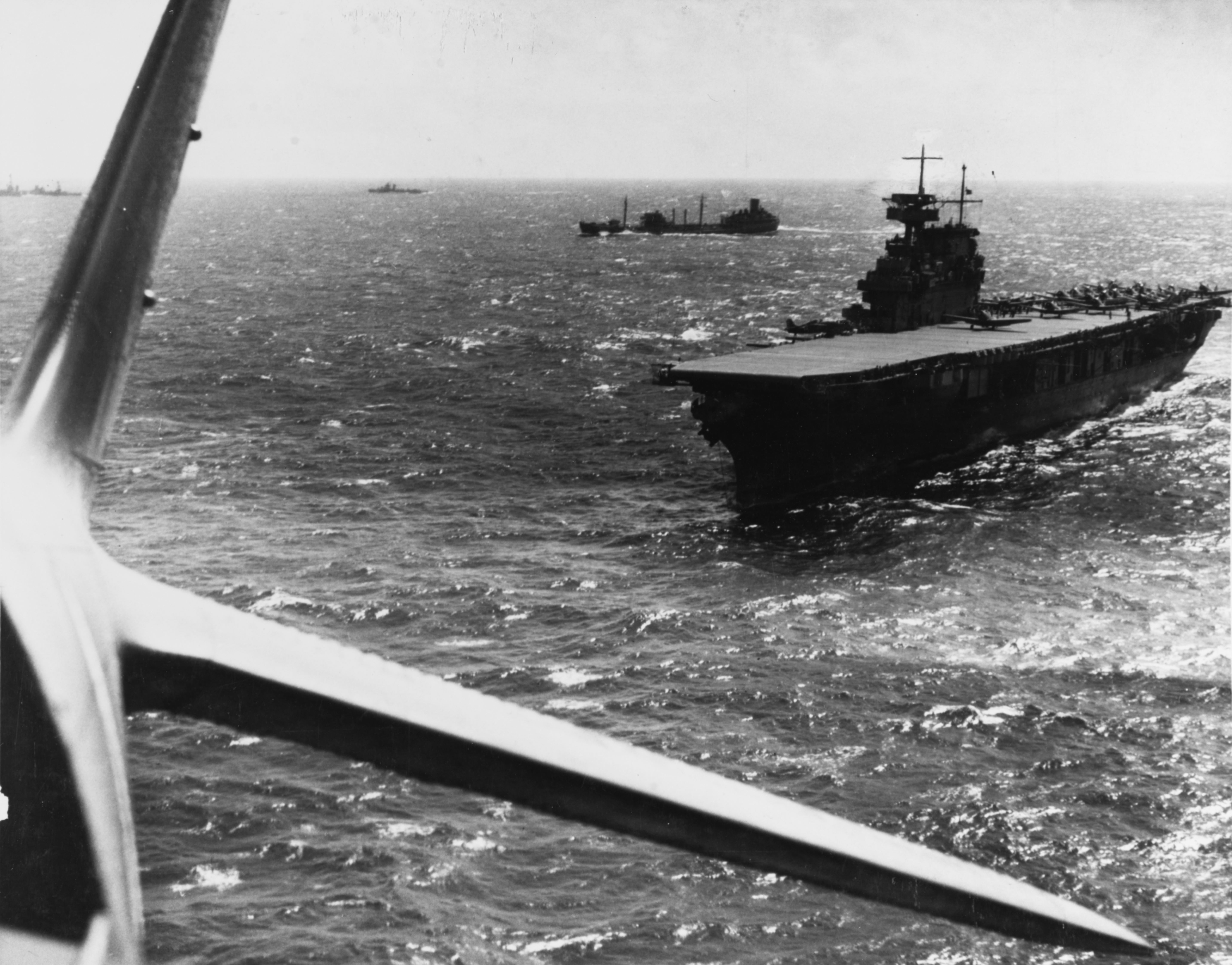
L' lors de la bataille de la mer de Corail

La Task Force 17 ou TF 17 a été une task force de la United States Navy pendant la Seconde Guerre mondiale.
La TF 17 a été constituée autour du Yorktown sous les ordres du contre amiral Frank J. Fletcher. La TF participe à la Bataille de la mer de Corail au début du mois de mai et à la bataille de Midway au cours de laquelle le Yorktown finit par être coulé.
Le Yorktown est alors remplacé par le USS Hornet sous les ordres du contre amiral George D. Murray. La TF participa à la bataille des îles Santa Cruz au cours de laquelle le Hornet fut coulé. Par après, la TF devint une force de support intégrant des sous-marins, notamment au cours de l'opération Forager où divers task groups de la TF furent intégrés aux opérations.